# HD 78366
HD 78366，又名BD+34 1949，SAO 61288、HR 3625，是一颗恒星，视星等为5.93，位于銀經190.53，銀緯42.16，其B1900.0坐标为赤經9h 2m 42.9s，赤緯+34° 42.16′ 20″。